# Катценбах, Николас
Николас деБельвилль Катценбах (англ. Nicholas deBelleville Katzenbach; 17 января 1922, Филадельфия, Пенсильвания, США — 8 мая 2012, Скиллман, Нью-Джерси, США) — американский государственный деятель, генеральный прокурор США (1965—1966). Член Американского философского общества (1992).

## Биография
Родился в семье уроженцев Пфальца, эмигрировавших в США в 18 веке. Его отец стоял во главе судебной власти штата Нью-Джерси, а мать была первой женщиной-президентом департамента по воспитанию штата США. В 1939 г. поступил в Принстонский университет, учеба была прервана Второй мировой войне, где был ранен и попал в плен. В 1945 г. он с отличием окончил Принстон со степенью бакалавра искусств, в 1947 г. получил степень бакалавра Йельской школы права, а в 1949 г. — Колледж Баллиол при Оксфордском университете.
C 1950 г. работал партнером в юридическом бюро Katzenbach, Gildea & Rudner в Нью-Джерси. В 1955 г. он был признан адвокатом в штате Коннектикут. В 1950—1952 — сотрудник адвокатского бюро при Министерстве ВВС США, одновременно доцент, а с 1956 г. — адъюнкт-профессор права в Чикагском университете Чикаго.
В 1954 году принял непосредственное участие в инциденте на входе в Университет Алабамы.
- 1961—1962 гг. — помощник,
- 1962—1965 гг. — заместитель,

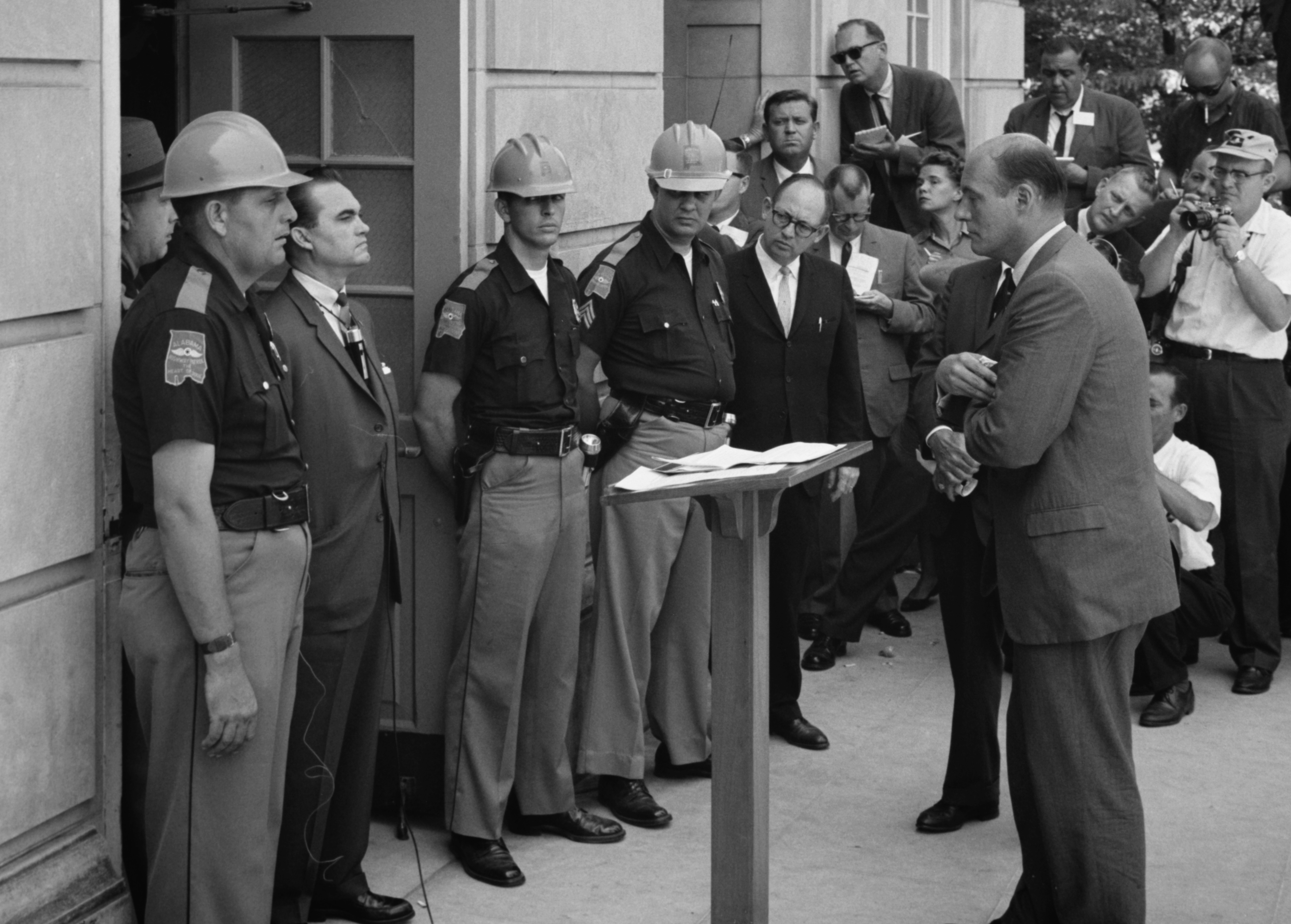
Пытаясь заблокировать десегрегацию в университете Алабамы, губернатор Джордж Уоллес стоит вызывающе у двери. Напротив него представитель американского генерального прокурора Николас Кацтенбах.

- 1965—1966 гг. — Генеральный прокурор США. Внес существенный вклад в создание Акта о гражданских правах, положившего конец сегрегации в США. Оказал существенное влияние на расследование убийства президента Джона Кеннеди, заявив через три дня после совершения преступления: «Народ должен быть удовлетворен тем, что убийца — именно Освальд, что у него нет сообщников, которые остались на свободе, и что существующих улик хватит на то, что он будет осужден. Спекуляции вокруг мотивов поступка Освальда должны быть пресечены. К сожалению, факты об Освальде слишком очевидны (марксист, Куба, русская жена и т. д.). Нам необходимо что-то, что воспрепятствовало бы публичным спекуляциям или „неправильным слушаниям“ в конгрессе».
- 1966—1969 гг. — заместитель государственного секретаря США. Активно занимался вопросами войны во Вьетнаме, являлся одним из членов комиссии, которая анализировала работу ЦРУ, по её докладу в управлении появился специальный фонд для поддержки индивидуального обучения и культурных организаций.

В 1969—1986 гг. — вице-президент и главный юридический советник корпорации IBM. В 1986—1991 гг. работал адвокатом, с 1991 г. — председатель совета которую он занимал до 1986 года. Затем он несколько лет работал в качестве юриста, прежде чем он в 1991 году председатель правления Международного кредитно-коммерческого банка (BCCI). В 2002 г. стал членом правления, а с 2004 г. — генеральным директором третьей по величине в мире телефонной компании MCI Worldcom, которая была приобретена в январе 2006 г. Verizon Communications.
Отмечен Henry Allen Moe Prize Американского философского общества (1988).
Его сын, американский писатель Джон Катценбах, описал пребывание своего отца в немецком плену в романе «Трибунал», произведение было экранизировано в 2002 г.